# Langweer
Langweer (Fries: Langwar) is een dorp in de gemeente De Fryske Marren, in de Nederlandse provincie Friesland. Langweer ligt tussen Heeg en Joure, aan de rand van het meer de Langweerderwielen. In 2023 telde het dorp 1.045 inwoners.

## Geschiedenis
Langweer is waarschijnlijk rond 1100 ontstaan en daarmee een van de oudste dorpen in de omgeving. De naam duidt waarschijnlijk op een  laag gelegen perceel grond (weer/were) of grasland (war). Het dorp werd vanaf de 13e eeuw vermeld als Languere, Langwerre, Langweer en Langhweer.
Het dorp had net als het naastgelegen Boornzwaag last van (dijk)doorbraken. In de 16e eeuw werd de waag gebouwd en werd Langweer een belangrijke markt- en havenplaats. Het geslacht Douma had een stins laten bouwen in het dorp. Deze stins werd in 1517 verwoest. Een andere voorname familie leverde de grietmannen van de omliggende grietenij Doniawerstal: respectievelijk Osinga, Van Burum, Vegelin van Claerbergen, Van Eysinga, en bewoonde de Osinga State. 
Tot 1984 lag Langweer in de gemeente Doniawerstal. Daarna lag het dorp in de gemeente Skarsterlân en per 2014 ligt het dorp in de gemeente De Fryske Marren.

## Beschermd dorpsgezicht

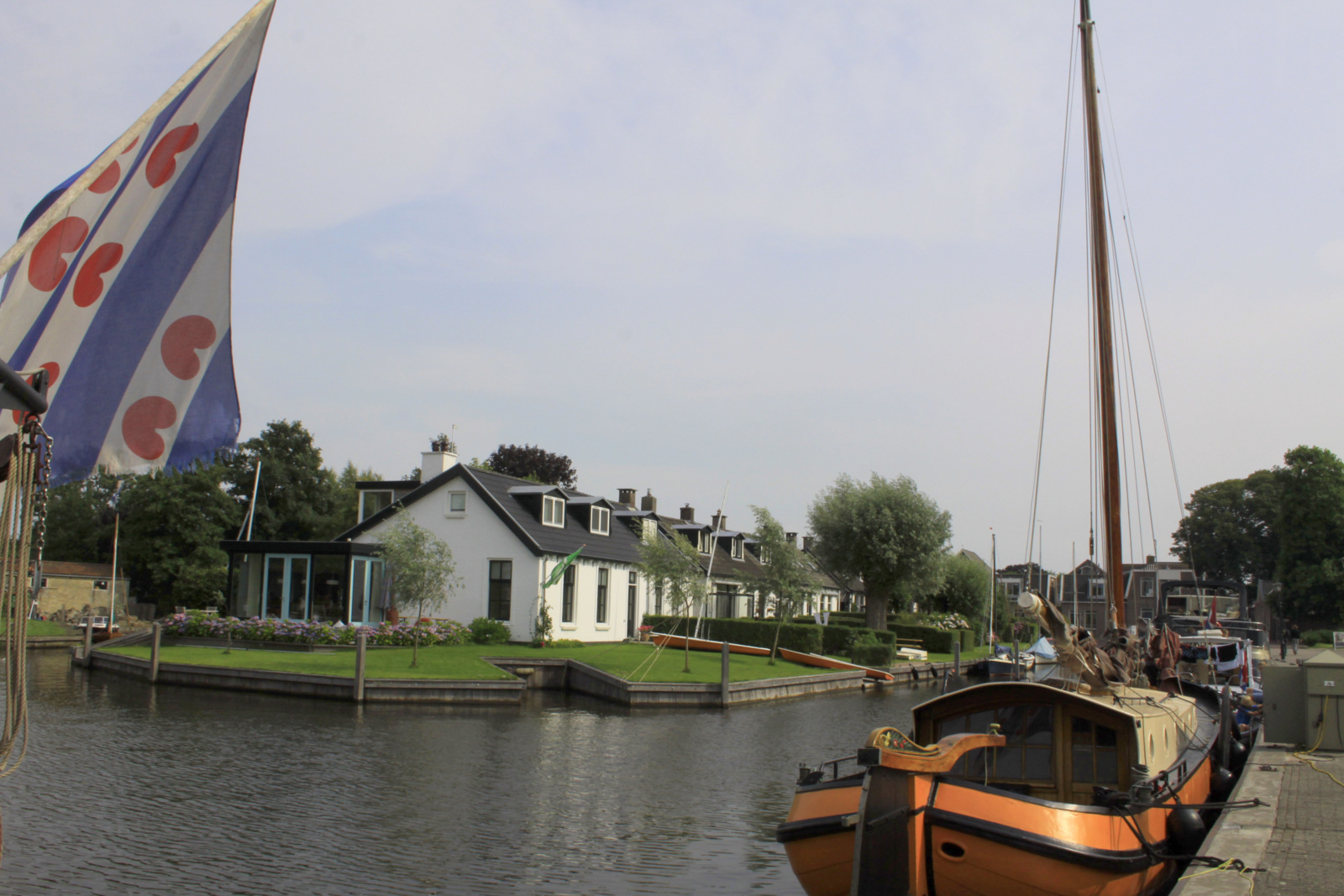
Zicht op de haven

Een deel van Langweer is een beschermd dorpsgezicht, een van de beschermde stads- en dorpsgezichten in Friesland. Verder zijn er in het dorp een aantal rijksmonumenten te vinden.
In het begin van de 21ste eeuw werd het dorp uitgebreid met een nieuwe wijk, Legebuorren genoemd. Deze wijk werd zo gebouwd dat het dorpsgezicht niet werd aangetast.

## Toerisme
Langweer heeft veel watersporttoerisme. Naast de passantenhaven is er een zeilcentrum en een recreatiepark. 

## Gebouwen
In Langweer staat de Osinga State, oorspronkelijk gebouwd omstreeks 1620; het huidige gebouw, dat sterk lijkt op het oude gebouw, dateert uit 1939. Het diende als gemeentehuis van de gemeente Doniawerstal. Er vlakbij staat een bijgebouw van deze state, dat eerst oranjerie was en daarna ook als gerechtsgebouw heeft gefunctioneerd. De kerk van Langweer werd in 1777 gebouwd op de plek waar eerder al twee andere kerkgebouwen stonden. Deze kerk is in verhouding met andere Friese kerken uit de achttiende eeuw rijk versierd.

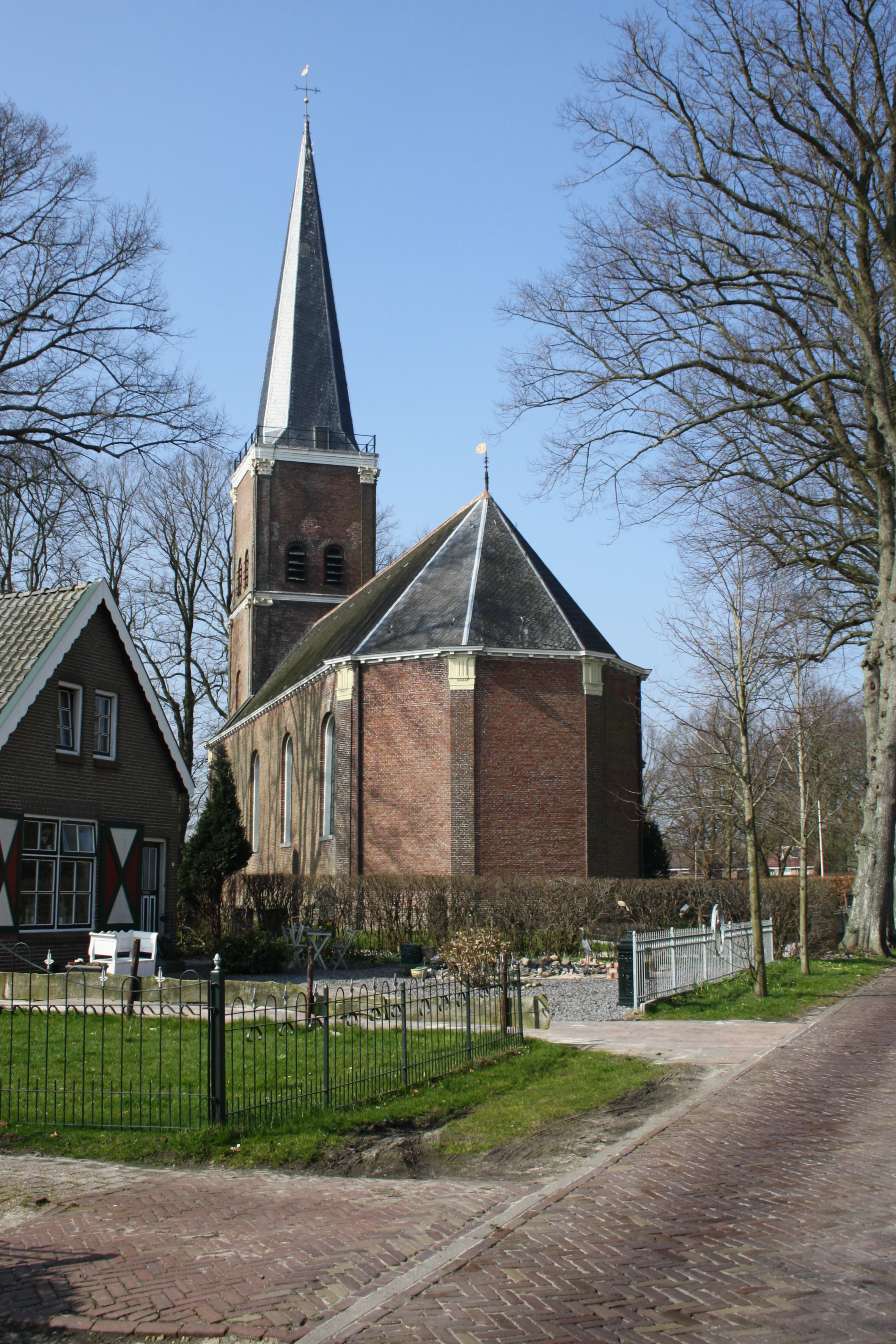
Hervormde kerk
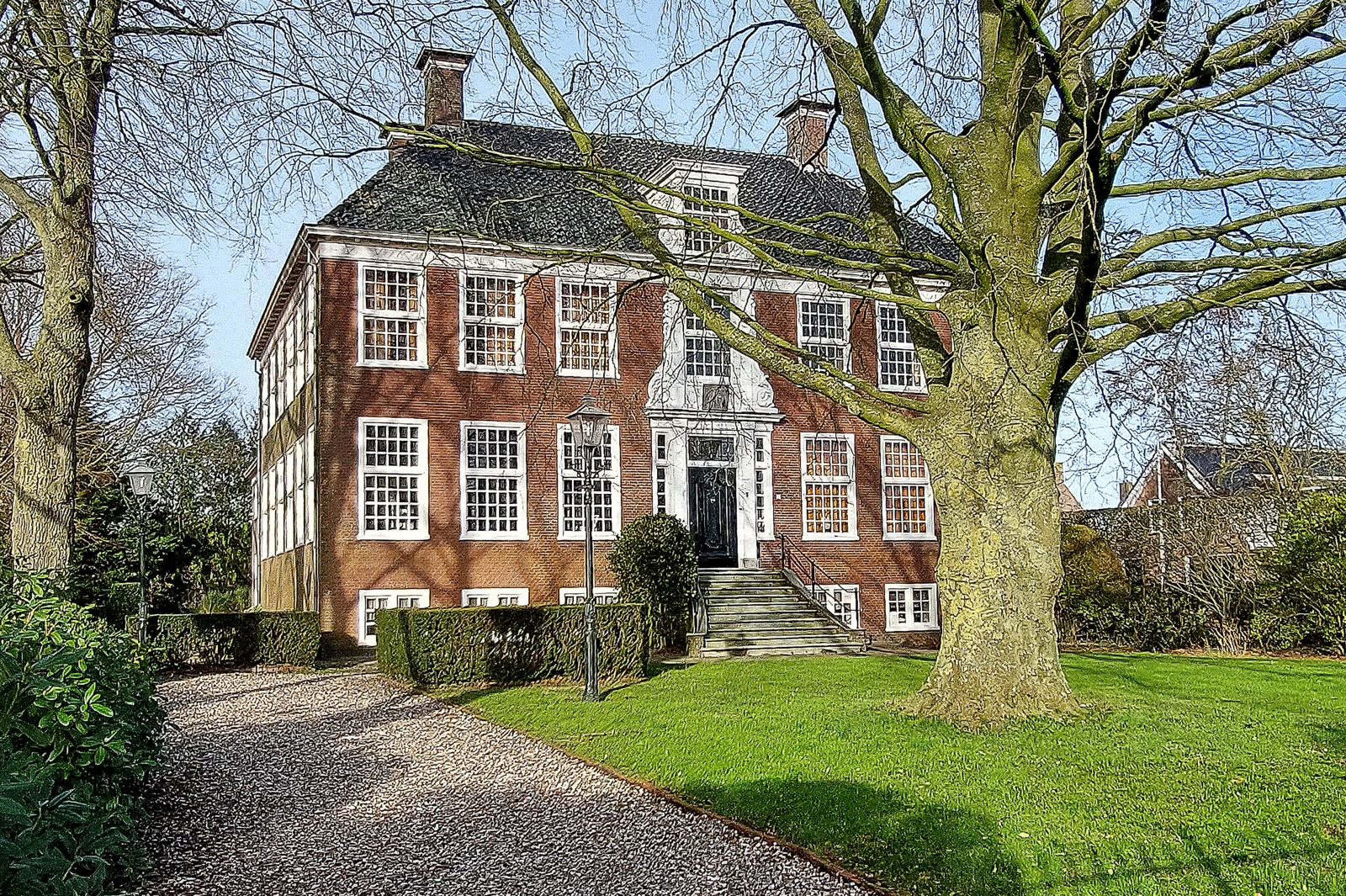
Osinga State

## Sport
De voetbalvereniging, VV Langweer werd in 1933 opgericht. Daarnaast is er een volleybalvereniging; L.V.V.O, en een tennisclub; LTC' 78.  
Langweer bezit een eigen skûtsje en zeilt mee met de SKS-wedstrijden in het Skûtsjesilen.

## Onderwijs
In het dorp is basisschool 't Swannestee gevestigd. De geschiedenis van het onderwijs in Langweer gaat zeker terug tot 1434 toen er al een school in het dorp werd vermeld. Tot 1915 stond de toen afgebroken school bij de kerk.

## Bevolkingsontwikkeling
| 1999 | 2002 | 2003 | 2004 | 2010 | 2011 | 2015 | 2018 | 2019 | 2021 | 2023 |
| ---- | ---- | ---- | ---- | ---- | ---- | ---- | ---- | ---- | ---- | ---- |
| 924  | 958  | 975  | 976  | 960  | 1024 | 1085 | 1110 | 1080 | 1050 | 1045 |

## Bekende (ex-)inwoners

### Geboren in Langweer
- Schelte Hessel Roorda van Eysinga (1780-1829), politicus

### Woonachtig (geweest)
- Ed Nijpels (1950), politicus
- Fenna Feenstra Kuiper (1892-1983), schrijfster meisjesboeken
- Riemer van der Velde (1940), oud-voorzitter sc Heerenveen

Hoofdplaats: Joure     Stad: Sloten

Dorpen en gehuchten: Akmarijp · Bakhuizen · Balk · Bantega · Boornzwaag · Broek · Delfstrahuizen · Dijken · Doniaga · Echten · Echtenerbrug · Eesterga · Elahuizen · Follega · Goingarijp · Harich · Haskerhorne · Idskenhuizen · Kolderwolde · Langweer · Legemeer · Lemmer · Mirns · Nijehaske · Nijemirdum · Oldeouwer · Oosterzee · Oudega · Oudehaske · Oudemirdum · Ouwster-Nijega · Ouwsterhaule · Rijs · Rohel · Rotstergaast · Rotsterhaule · Rottum · Ruigahuizen · Scharsterbrug · Sint Nicolaasga · Sintjohannesga · Snikzwaag · Sondel · Terhorne · Terkaple · Teroele · Tjerkgaast · Vegelinsoord · Wijckel

Buurtschappen: Ballingbuur · Bargebek · Boornzwaag over de Wielen · Brekkenpolder · Commissiepolle · De Rijlst · Delburen · Finkeburen · Heide · Hooibergen · Nieuw Amerika · Onland · Schoterzijl (deels) · Schouw · Spannenburg · Tacozijl · Trophorne · Tweehuis · Vierhuis · Vrisburen · Westerend-Harich · Zevenbuurt

Friesland: Steden en dorpen      Nederland: Provincies · Gemeenten